# Navadni eland
Navádni éland (znanstveno ime Taurotragus oryx) je vrsta savanske in ravninske antilope, ki jo najdemo v vzhodni in južni Afriki. Je vrsta iz družine Bovidae in rodu Taurotragus. Odrasel samec je na rami visok okoli 1,6 metra (samice so 20 centimetrov nižje) in lahko tehta do 942 kg, povprečno 500–600 kg (340–445 kg za samice). Je druga največja antilopa na svetu, saj je v povprečju nekoliko manjša od orjaškega elanda. Znanstveno jo je opisal Peter Simon Pallas leta 1766.
Večinoma je rastlinojedec, njegova prehrana so predvsem trave in listje. Navadni elandi tvorijo črede do 500 živali, vendar niso teritorialni. Raje ima habitate z najrazličnejšimi cvetočimi rastlinami, kot so savana, gozdovi ter odprta in gorska travišča; izogiba se gostim gozdom. Uporablja glasno lajanje, vizualne in posturalne gibe ter odziv flehmen za komunikacijo in opozarjanje drugih na nevarnost. Navadnega elanda ljudje uporabljajo za usnje, meso in mleko, udomačen pa je bil na mnogih območjih. Elandovo mleko vsebuje veliko več maslene maščobe kot kravje mleko in se lahko obdrži veliko dlje brez pasterizacije.
Živi v Angoli, Bocvani, Demokratični republiki Kongo, Esvatiniju, Etiopiji, Keniji, Lesotu, Malaviju, Mozambiku, Namibiji, Ruandi, Južni Afriki, Južnem Sudanu, Tanzaniji, Ugandi, Zambiji in Zimbabveju, vendar ni več prisoten v Burundiju. Medtem ko se populacija navadnega elanda zmanjšuje, ga Svetovna zveza za varstvo narave (IUCN) uvršča med najmanj ogrožena vrsta.

## Etimologija
Znanstveno ime navadnega elanda je Taurotragus oryx, sestavljeno iz treh besed: tauros, tragos in oryx. Tauros je grško bik, kar pomeni isto kot latinsko taurus. Tragos je grško za kozel, ki se nanaša na šop dlake, ki raste v ušesu elanda, in njegovo podobnost kozji bradi. Oryx je latinsko in grško (genitiv: orygos) za kramp, ki se nanaša na koničaste rogove severnoafriških antilop, kot sta navadni eland in sabljarka (Oryx dammah).
Ime eland je nizozemsko za "los". Ima baltski izvor, podoben litovskemu élnis, kar pomeni "jelen". Izposojena je bila prej kot ellan (francosko) v 1610-ih ali Elend (nemško). Ko so nizozemski naseljenci prišli v provinco Cape, so ga poimenovali po velikem rastlinojedim losu. V nizozemščini se žival imenuje Elandska antilopa, da jo razlikujejo od losa, ki ga najdemo v severnih borealnih gozdovih.

## Genetika in evolucija
Predniki družine Bovidae so se v Afriki razvili pred približno 20 milijoni let; fosile najdemo po vsej Afriki in Franciji, vendar je najboljši zapis v podsaharski Afriki. Prvi pripadniki plemena Tragelaphini se pojavijo 6 milijonov let v preteklosti v poznem miocenu. Izumrli prednik navadnega elanda (Taurotragus arkelli) se pojavi v pleistocenu v severni Tanzaniji, prvi fosil T. oryx pa se pojavi v holocenu v Alžiriji.
Leta 2010 je bila narejena genetska študija, ki temelji na evolucijski zgodovini navadnih elandov. Študija, ki je v biomu podsaharske savane v vzhodni in južni Afriki, je uporabila metode, kot je analiza fragmentov kontrolne regije mitohondrijske DNK od 122 posameznikov, da bi izvedeli več o različnih temah, kot so filogeografija, genetska raznolikost, demografska zgodovina vrste. Sklepi so močno podprli prisotnost dolgotrajnejše populacije na jugu in mozaik pleistocenskih zatočišč na vzhodu. Domneva se, da bi danes njihovo izumrtje iz teh krajev lahko povzročila kolonizacija. Podobnost datumov, pridobljenih iz več študij, kaže na pomemben dogodek okoli 200 tisoč let pred sedanjostjo, kar je prineslo veliko spremembo v genetski zgodovini vrste.

## Taksonomija
Navadni eland je leta 1766 prvič opisal nemški zoolog in botanik Peter Simon Pallas. Spada v red Artiodactyla, družino Votlorogov in poddružino Bovinae (govedo). Navadni elandi se včasih štejejo za del rodu Tragelaphus na podlagi molekularne filogenetike, vendar so običajno kategorizirani kot Taurotragus, skupaj z orjaškim elandom (T. derbianus).

### Podvrste
Priznane so bile tri podvrste navadnega elanda, čeprav je njihova veljavnost sporna.
- T. o. oryx (Pallas, 1766; Cape eland): imenovani tudi alces, barbatus, canna in oreas. Najdemo ga v južni in jugozahodni Afriki. Dlaka je rjavorumena in odrasli izgubijo svoje črte.
- T. o. livingstonii (Sclater, 1864; Livingstonov eland): imenovani tudi kaufmanni, niediecki, selousi in triangularis. Najdemo ga v gozdovih miombo srednjega Zambezija. Livingstonov eland ima rjavo dlako z do 12 črtami.
- T. o. pattersonianus (Lydekker, 1906; vzhodnoafriški eland ali Pattersonov eland): imenovan tudi billingae. Najdemo ga v vzhodni Afriki, od tod tudi njegovo domače ime. Tako kot Livingstonov eland ima lahko tudi njegov kožuh do 12 črt.

- Slika T. o. oryx.
- Slika T. o. livingstonii.
- Slika T. o. pattersonianus.

## Opis
Navadni elandi so spiralnoroge antilope. So spolno dimorfne, pri čemer so samice manjše od samcev. Samice tehtajo 300–600 kg, merijo 200–280 cm od gobca do dna repa in stojijo 125–153 cm na rami. Samci tehtajo 400–942 kg, iamjo 240–345 cm od gobca do dna repa in stojijo 150–183 cm na ramo. Rep je dolg 50–90 cm.
Njihova dlaka se geografsko razlikuje, elandi na severnem delu njihovega območja imajo izrazite oznake (črte trupa, oznake na nogah, temne podvezice in hrbtenični greben), ki jih na jugu ni. Poleg grobe grive je dlaka gladka. Samice imajo rjavo rjavo dlako, medtem ko je dlaka samcev temnejša, z modrikasto sivim odtenkom. Samci imajo lahko tudi vrsto navpičnih belih črt na svojih straneh (predvsem v delih Karooja v Južni Afriki). Ko se samci starajo, njihova dlaka postane bolj siva. Samci imajo tudi gosto dlako na čelu in veliko dlako na grlu.
Oba spola imata rogove z enakomernim spiralnim grebenom (podobno kot pri kéwlu). Rogovi so pri novorojenčkih vidni kot majhni brsti in v prvih sedmih mesecih hitro rastejo. Rogovi samcev so debelejši in krajši od samic (rogovi samcev so dolgi 43–66 centimetrov, samic pa 51–69 centimetrov) in imajo tesnejšo spiralo. Samci uporabljajo svoje rogove med sezono parjenja, da se borijo in udarjajo glave s tekmeci, medtem ko samice uporabljajo svoje rogove za zaščito svojih mladičev pred plenilci.
Navadni eland je najpočasnejša antilopa z največjo hitrostjo 40 kilometrov na uro, in se  hitro utrudi. Vendar pa lahko v nedogled vzdržujejo 22 kilometrov na uro. Elandi so sposobni skočiti do 2,5 metra iz stoječega štarta, ko so prestrašen (do 3 metre za mlade elande). Pričakovana življenjska doba navadnega elda je običajno med 15 in 20 leti; v ujetništvu nekateri živijo tudi do 25 let.
Črede elandov spremlja glasen zvok klikanja, o katerem je bilo veliko ugibanj. Verjame se, da teža živali povzroči, da se dve polovici njenih kopit razmakneta narazen, klik pa je posledica zdrsa kopita, ko žival dvigne nogo. Zvok se sliši daleč od črede in je lahko oblika komunikacije.

## Habitat in razširitev
Navadni elandi živijo na odprtih ravnicah južne Afrike in ob vznožju velike južnoafriške planote. Vrsta se razprostira na severu v Etiopijo in najbolj sušnih območjih Južnega Sudana, na zahodu v vzhodni Angoli in Namibiji ter na jugu do Južne Afrike. Vendar pa je v Afriki nizka gostota elandov zaradi krivolova in naseljevanja ljudi.
Elandi raje živijo na polsušnih območjih, ki vsebujejo veliko grmovnic, podobnih grmovju, in pogosto naseljujejo travnike, gozdove, polpuščave, grmovje in vrhove gora do nadmorske višine približno 4600 m. Elandi pa se izogibajo gozdov, močvirja in puščav. Kraji, kjer živijo elandi, običajno vsebujejo drevesa in grmovnice Acacija, Combretum, Commiphora, Diospyros, Grewia, octovec Rhus in žižola (Ziziphus); nekateri od teh jim služijo tudi kot hrana.
Elanda je danes mogoče najti v številnih narodnih parkih in rezervatih, vključno: narodni park Nairobi in narodni park Tsavo Vzhod, narodni park Tsavo Zahod, narodni park Masai Mara (Kenija); narodni park Serengeti, narodni park Ruaha in narodni park Tarangire, zavarovano območje Ngorongoro, (Tanzanija); Narodni park Akagera (Ruanda); Narodni park Nyika (Malavi); Narodni park jezero Mburo (Uganda); Narodni park doline Kidepo (Uganda); dolina Luangwa in narodni park Kafue (Zambija); narodni park Hwange, narodni park Matobo, območje safari Tuli in zavetišče elandov Chimanimani (Zimbabve); Krugerjev narodni park, čezmejni park Kgalagadi, Giant's Castle in Suikerbosrand NR (Južna Afrika).
Živijo na domačih območjih, ki so lahko 200–400 km 2 za samice in mladiče ter 50 km 2 za samce.

## Ekologija in vedenje
Navadni elandi so nomadski in krepuskularni. Jedo zjutraj in zvečer, počivajo v senci, ko je vroče in ostanejo na soncu, ko je hladno. Običajno jih najdemo v čredah do 500, pri čemer posamezni člani ostanejo v čredi od nekaj ur do več mesecev. Mladiči in samice običajno tvorijo večje črede, medtem ko se samci lahko ločijo v manjše skupine ali se sprehajajo posamezno. Med estrusom, predvsem v deževnem obdobju, se skupine oblikujejo bolj redno. V južni Afriki se navadni elandi pogosto povezujejo s čredami zeber, konjskih antilop in oriksov.
Navadni elandi komunicirajo s kretnjami, vokalizacijami, dišavnimi namigi in prikazovalnim vedenjem. Pojavi se tudi flehmenov odziv, predvsem pri samcih kot odziv na stik z ženskim urinom ali genitalijami. Samice bodo urinirale, da bi nakazale plodnost v ustrezni fazi svojega estrusnega cikla, kot tudi da pokažejo na pomanjkanje plodnosti, ko jih nadlegujejo samci. Če eland v bližini najde katerega od svojih plenilcev, bo lajal in poskušali pritegniti pozornost drugih s hojo naprej in nazaj, dokler se celotna čreda ne zave nevarnosti. Nekateri njihovi glavni plenilci so lev, afriški hijenski pes, gepard in lisasta hijena. Mladi elandi so bolj ranljivi kot odrasli.

### Prehrana
Navadni elandi so rastlinojede živali, ki brskajo v sušnejših zimskih mesecih, vendar so se prilagodile tudi paši v deževnem obdobju, ko so trave pogostejše. Potrebujejo visoko beljakovinsko prehrano iz sočnih listov cvetočih rastlin, vendar bodo porabili nižjo kakovost rastlinskega materiala, če bo na voljo, vključno z rastlinami, drevesi, grmičevjem, travo, semeni in gomolji. Eland lahko varčuje z vodo s povišanjem telesne temperature. Trave, ki jih eland poje, vključujejo Setaria in Themeda ter sadje iz Securinega in Strychnosa. Velike antilope lahko preživijo s hrano slabše kakovosti v času manjšega dežja. Elandi se hranijo ponoči v vročem vremenu in spijo dalj časa podnevi.
Večino vode dobijo s hrano, čeprav bodo pili vodo, ko bo na voljo. Ker se zaradi sezonskih sprememb in drugih vzrokov hitro prilagodijo okolici, spremenijo tudi svoje prehranjevalne navade. S svojimi rogovi tudi odlomijo težko dostopne veje.

### Razmnoževanje
Samice so spolno zrele pri 15–36 mesecih, samci pa pri 4–5 letih. Parjenje se lahko pojavi kadar koli po spolni zrelosti, vendar ga večinoma opazimo v deževnem obdobju. V Zambiji se mladiči skotijo julija in avgusta. Parjenje se začne, ko se elandi zberejo, da se prehranjujejo na bujnih zelenih ravnicah z obilno travo, nekateri samci in samice pa se začnejo pariti drug z drugim v ločenih parih. Samci lovijo samice, da bi ugotovili, ali so v estrusu. Testirajo tudi urin samice. Običajno si samica za parjenje izbere najbolj prevladujočega in primernega samca. Včasih beži pred samci, ki se poskušajo pariti, kar povzroči večjo privlačnost. Posledica tega so spopadi med samci, v katerih se uporabljajo njihovi trdi rogovi. Mine 2–4 ure, preden samica dovoli samcu, da jo naskoči. Samci običajno ohranjajo tesen stik s samicami v obdobju parjenja. Dominantni samec se lahko pari z več kot eno samico. Samice so breje 9 mesecev in vsakokrat skotijo le eno tele.
Samci, samice in mladostniki tvorijo vsak ločene družbene skupine. Skupine samcev so najmanjše; člani ostanejo skupaj in iščejo vire hrane ali vode. Skupina samic je veliko večja in pokriva večja področja. V mokrih obdobjih potujejo po travnatih ravnicah, v sušnih obdobjih pa imajo raje grmovje. Samice imajo zapleteno linearno hierarhijo. Jaslična in mladinska skupina se naravno oblikuje, ko samice skotijo mladiča. Po približno 24 urah po porodu se tej skupini pridružita mati in mladič. Mladiči se začnejo spoprijateljiti in ostanejo v otroški skupini, medtem ko se mati vrne v skupino samic. Mladiči zapustijo jaslično skupino, ko so stari vsaj dve leti in se pridružijo skupini samcev ali samic.

### Bolezni in paraziti
Navadni elandi so odporni na tripanosomiazo (spalna bolezen), protozojsko okužbo, ki jo prenaša muha cece, ne pa na teileriozo, ki jo prenaša Rhipicephalus. Bakterija Theileria taurotragi, ki povzroča bolezni, je povzročila številne smrti elandov. Clostridium chauvoei, druga bakterija, je tudi lahko škodljiva. Eland je tudi gostitelj več vrst klopov. V eni študiji je bilo ugotovljeno, da je eland gostitelj Amblyomma vrst A. gemma in A. variegatum ter Rhipicephalus vrst R. decoloratus, R. appendiculatus, R. evertsi, R. pulchellus in R. pravus. Elandi proizvajajo protitelesa za bakterije Brucella, vendar ne za Mycobacterium paratuberculosis ali različne vrste pljučnice, kot sta nalezljiva goveja pljučnica in nalezljiva pljučnica koz, ki je običajno nalezljiva pri kravah ali antilopah.

## Odnos z ljudmi

### Zaščita
Trenutno navadni elandi niso ogroženi. Ohranja jih Zakon o ogroženih vrstah Združenih držav Amerike, v mednarodni trgovini pa jih ureja Konvencija o mednarodni trgovini z ogroženimi vrstami (CITES). Svetovna zveza za varstvo narave (IUCN) z uporabo zemeljskega štetja in zračnih raziskav izračuna gostoto populacije navadnega elanda med 0,05 in 1 na kvadratni kilometer s skupno oceno populacije 136.000. Število v državah Namibije, Bocvane, Zimbabveja, Južne Afrike, Malavija in morda Tanzanije velja za stabilno ali naraščajoče.
Populacija pa se postopoma zmanjšuje zaradi izgube habitata, ki je posledica širjenja človeških naselij in lova za vrhunsko meso. Ker so večino časa poslušni in neaktivni, jih je mogoče zlahka ubiti. Vrsta je izumrla v Svaziju in Zimbabveju, vendar je bila ponovno uvedena.
IUCN navaja, da približno polovica ocenjene celotne populacije živi na zavarovanih območjih in 30 % na zasebnih zemljiščih. Zaščitena območja, ki podpirajo večje populacije, so Omo (Etiopija), Serengeti, Katavi, Ruaha in Selous-Kilombero (Tanzanija), Kafue in severna Luangwa (Zambija), Nyika (Malavi), Etoša (Namibija), čezmejni park Kgalagadi (Bocvana/Južna Afrika) in park Ukhahlamba Drakensberg (Južna Afrika). Zdi se, da je večina teh populacij stabilnih. Relativno veliko število navadnih elandov zdaj živi na zasebnih zemljiščih, zlasti v Namibiji, Zimbabveju in Južni Afriki, kar odraža njeno vrednost kot trofejne živali. Navadni elandi so bili tudi široko udomačeni v Zimbabveju, Južni Afriki in Keniji, pa tudi v Rusiji in Ukrajini.

### Uporaba
Navadni eland se včasih goji in lovi zaradi mesa, v nekaterih primerih pa ga je mogoče bolje uporabiti kot govedo, ker je bolj primeren za afriško podnebje. To je povzročilo, da so nekateri južnoafriški kmetje prešle z goveda na eland. Navadni elandi so prikazani tudi kot podporniki v grbu Grootfonteina v Namibiji.

### Gojenje
Navadni elandi imajo blag temperament in so bili uspešno udomačeni za proizvodnjo mesa in mleka v Južni Afriki in Rusiji. Njihova potreba po vodi je precej nizka, ker proizvajajo urin z visoko vsebnostjo sečnine, vendar potrebujejo veliko pašno površino, skupaj s solnimi lizi in velikimi količinami dopolnilne hrane, kot so koruza, sirek, melone in fižol, ki so lahko dragi. Samica lahko proizvede do 7 kilogramov mleka na dan, ki je bogatejše z mlečno maščobo kot kravje mleko. Mleko prijetnega okusa ima vsebnost maslene maščobe 11-17 % in se lahko shrani do osem mesecev, če je pravilno pripravljeno, v primerjavi s kravjim mlekom le nekaj dni.
Namestitev navadnih elandov je težavna zaradi njihove sposobnosti, da skačejo čez ograje do 3 metre ali se preprosto prebijejo s svojo znatno maso. Včasih se divji eland prebije skozi ograjene prostore in se pomeša z udomačenimi. Navadni elandi se lahko razmnožujejo v ujetništvu, vendar je preživetje telet nizko, zato bo morda treba mladiče ločiti od mater, da se zagotovi zdravje in ustrezno hranjenje. Gojenje zahteva skrb, saj se običajno mirne živali zlahka prestrašijo in zahtevajo veliko prostora.